# Монтријал (Висконсин)
Монтријал (енгл. Montreal) град је у америчкој савезној држави Висконсин.

## Демографија
По попису из 2010. године број становника је 807, што је 31 (-3,7%) становника мање него 2000. године.
| Група             | 2000.       | 2010.       |
| Белци             | 822 (98,1%) | 778 (96,4%) |
| Афроамериканци    | 0 (0,0%)    | 0 (0,0%)    |
| Азијати           | 1 (0,1%)    | 2 (0,2%)    |
| Хиспаноамериканци | 6 (0,7%)    | 13 (1,6%)   |
| Укупно            | 838         | 807         |